# Glacier Portage
Pour les articles homonymes, voir Portage.
Le glacier Portage, en anglais Portage Glacier, est un glacier d'Alaska aux États-Unis, sur la péninsule Kenai, faisant partie de la forêt nationale de Chugach. Il est situé au sud du lac Portage et à 6 kilomètres de Whittier.

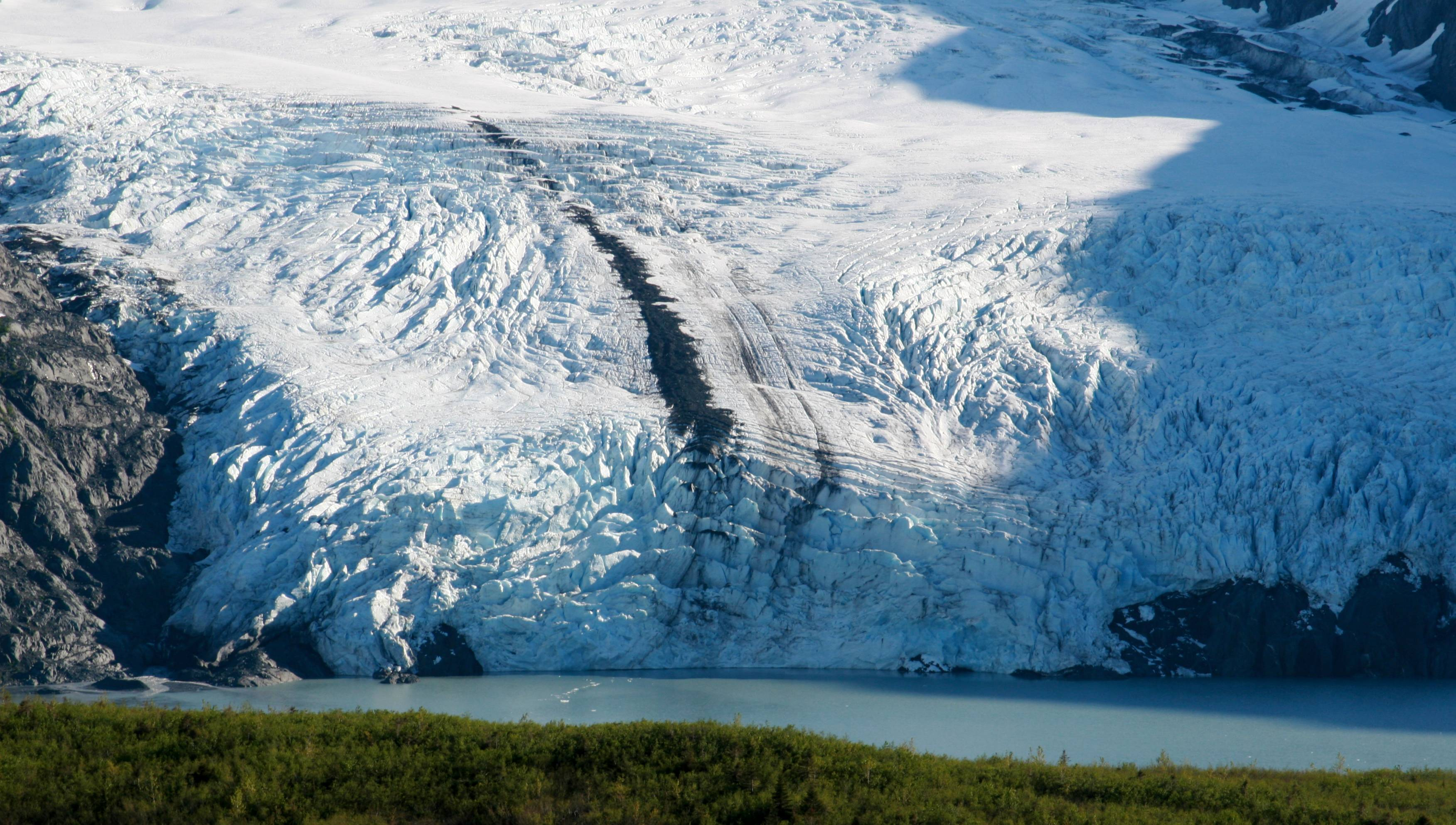
Vue rapprochée du front glaciaire du glacier Portage.

## Toponymie
Son nom lui a été donné en 1898 par Thomas Corwin Mendenhall, parce qu'il y avait là un endroit de portage entre la baie du Prince-William et le golfe de Cook.

## Accès et tourisme
On accède au glacier par la Seward Highway, le long du Turnagain Arm, ensuite par la route qui suit la vallée de Portage. Celle-ci, longue de neuf kilomètres, croise le glacier Explorer (glacier suspendu), et le glacier Middle. Le glacier Portage est le plus important des glaciers de cette vallée, il est long de 8 kilomètres, avec un front d'environ 2 kilomètres. La ville de Portage, détruite par le Séisme de 1964 en Alaska, a été quasiment abandonnée. La route continue ensuite par l'Anton Anderson Memorial Tunnel en direction de Whittier.
Le centre d'accueil touristique (Visitor Center) a été construit en 1986. Le glacier n'est pas visible depuis ce point, il faut prendre un bateau pour traverser le lac afin d'arriver au pied du glacier Portage.

## Évolution
Le glacier Portage a commencé à reculer depuis 1914. Ce recul est à l'origine du lac qui le précède, et qui a 200 mètres de profondeur. Bien que le glacier avance tous les jours, son recul est plus important que son avancée à cause de la fonte plus rapide des glaces.

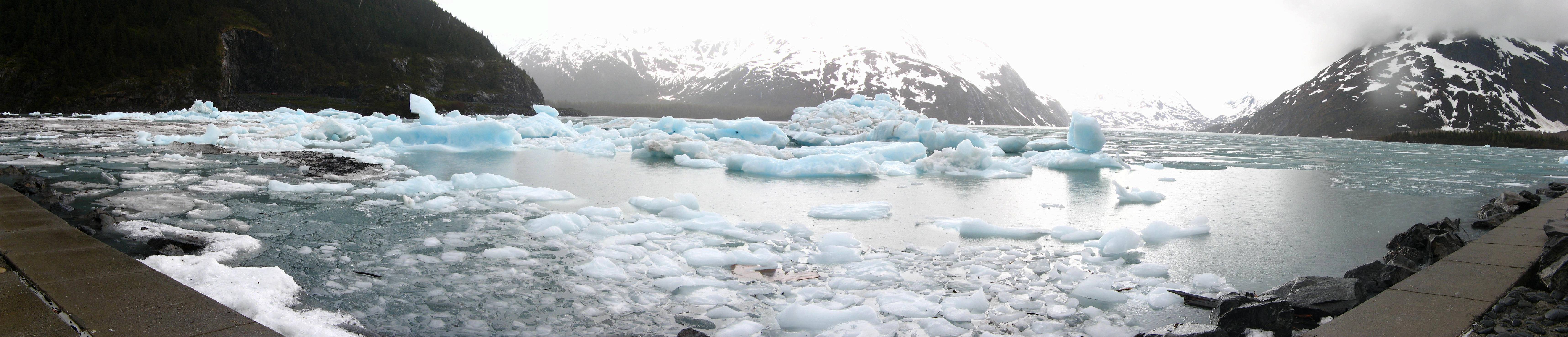
Vue du lac Portage en aval du glacier.